# Izabela Hobot
Izabela Hobot (ur. 16 października 1984) – polska biathlonistka, uczestniczka mistrzostw Europy w biathlonie w Nowosybirsku i dwukrotna uczestniczka mistrzostw świata juniorów w biathlonie. Reprezentantka podhalańskiego klubu BKS Kościelisko.

## Sukcesy sportowe

### Mistrzostwa Europy
| 2005 Nowosybirsk (Rosja) | 22. miejsce (PU), - (RL), 27. miejsce (SP), DNS. miejsce (IN) |

### Mistrzostwa świata juniorów
| Miejsce | Rok  | Miejscowość | Konkurencja       |
| ------- | ---- | ----------- | ----------------- |
| -.      | 2002 | Ridnaun     | bieg indywidualny |
| 42.     | 2002 | Ridnaun     | sprint            |
| 36.     | 2002 | Ridnaun     | bieg pościgowy    |
| -.      | 2002 | Ridnaun     | sztafeta          |
| -.      | 2003 | Kościelisko | bieg indywidualny |
| 29.     | 2003 | Kościelisko | sprint            |
| 39.     | 2003 | Kościelisko | bieg pościgowy    |
| -.      | 2003 | Kościelisko | sztafeta          |